# Āhāt
L'āhāt est une longue plainte sur l’onomatopée « āh !» à caractère mélismatique.
L'āhāt est utilisé dans la musique arabe. 